# Demontez Stitt
Demontez Jermaine Stitt (Matthews, 16 marzo 1989 – Charlotte, 12 luglio 2016) è stato un cestista statunitense.
È morto il 12 luglio 2016 per un arresto cardiaco, mentre si trovava nella sua casa di Charlotte.

## Palmarès
- Lega Balcanica: 1

Pristina: 2014-15